# Крохотки-моли
Крохотки-моли (лат. Lyonetiidae) — семейство бабочек.

## Описание
Бабочки мелкие. Размах крыльев 5,4—14 мм. Голова гладкая или с пучком чешуек. Губные щупики умеренной длины или короткие, часто рудиментарные. Челюстные щупики атрофированы, если выражены, то короткие. Усики разнообразной длины, часто превышают длину переднего крыла. Скапус обычно образует глазную покрышку Передние крылья ланцетовидные, обычно белые, с рисунком из косых штрихов, иногда серые, без рисунка, часто с блестящим металлическим пятном в области зада, угла. Жилкование крыльев у большинства видов редуцировано. Яйцеклад может быть приспособлен для прокалывания растительных тканей. Гусеницы в течение всей жизни развиваются в минах. Окукливание вне мины.

## Палеонтология
Следы минирования на листьях, оставленные гусеницами данного семейства, известны с позднего мела. 

## Ареал
Распространение всесветное. В России обитает 7 родов.

## Классификация
В мировой фауне 204 вида из 32 родов.
- Acanthocnemes
- Arctocoma
- Argyromis
- Atalopsycha
- Busckia
- Cateristis
- Chrysolytis
- Cladarodes
- Compsoschema
- Copobathra
- Crobylophora
- Daulocoma
- Diplothectis
- Erioptris
- Eulyonetia
- Exegetia
- Hierocrobyla
- Leioprora
- Leucoedemia
- Leucoptera
- Lyonetia
- Lyonetiola
- Micropostega
- Microthauma
- Orochion
- Otoptris
- Paraleucoptera
- Perileucoptera
- Petasobathra
- Philonome
- Phyllobrostis
- Pilotocoma
- Platacmaea
- Proleucoptera
- Prolyonetia
- Prytaneutis
- Stegommata